# Astyanax lacustris
Astyanax lacustris är en fiskart som först beskrevs av Lütken, 1875.  Astyanax lacustris ingår i släktet Astyanax och familjen Characidae. Inga underarter finns listade.